# 포르투갈 공화국 의회
포르투갈 공화국 의회(포르투갈어: Assembleia da República)는 포르투갈의 단원제 입법부이다. 230석으로 구성되어 있으며 의원의 임기는 4년이다. 의사당은 리스본 상벤투궁에 있다.

## 의회 운영
포르투갈 공화국의회는 보통 포르투갈 헌법 제174조에 따라 매년 9월 15일에 개회하고 이듬해 6월 30일에 폐회한다. 의회가 폐회 중인 7월 1일부터 9월 14일까지는 상임위원회가 열린다.
대통령은 의회를 해산할 권한을 갖고 있지만 의회 선거 이후에 6개월이 경과하지 않은 경우, 대통령의 임기가 끝나기 6개월 전인 경우, 계엄령이 내려지거나 비상사태가 내려진 경우에는 해산할 수 없다.

## 의회의 권한
포르투갈 공화국의회는 다음과 같은 권한을 갖고 있다. 포르투갈 공화국의회의 권한은 포르투갈 헌법(제161조 ~ 제165조)에 명시되어 있다.
- 헌법 개정의 승인 (의원의 2/3 이상이 찬성하면 헌법 개정을 승인할 수 있음)
- 법률 제정에 관한 권한 (헌법에 명시된 입법권이 정부에 위임된 경우에는 제외됨)
- 경제 계획, 증세, 국가 예산 승인
- 조약 및 국제 협정 비준
- 대통령의 취임, 임명
- 대통령의 범죄 소추
- 내각 신임 또는 불신임 결의
- 지방 정부 기관의 해산 결정
- 헌법재판소 재판관 지명 (재판관 13명 중 10명을 의회에서 지명함)
- 계엄령 또는 비상사태 선포의 승인, 타당성 평가
- 대통령의 선전포고, 평화 협정의 승인이나 거부 여부 결정
- 내각 각료 임명 (각료 16명 중 7명을 의회에서 임명함)

의회는 새 정부가 출범하면 신속히 그 내용을 조사해서 승인해야 한다. 의회가 정권의 활동에 대한 심사위원회의 설립을 요구하는 권한 또한 법률 안에서 허용된다. 의회가 정권의 활동을 멈출 수 없는 경우에는 원내 야당이 정권의 활동을 조사할 권리를 갖는다. 정당별 그룹은 정부의 정책에 대한 질문을 요구할 수 있다.

## 구성
포르투갈 공화국의회의 의원은 4년마다 실시되는 선거를 통해 선출된다. 의회의 지역구는 22개 지역구로 구성되어 있다. 포르투갈 본토에는 18개(포르투갈 본토에 위치한 18개 현과 동일함), 포르투갈의 자치 지방인 아소르스 제도, 마데이라 제도에는 각각 1개씩 설치되어 있으며 해외에 거주하는 포르투갈인 대표 의원을 선출하는 선거구 2개(유럽 거주 포르투갈인, 기타 해외 지역 거주 포르투갈인)가 추가로 설치되어 있다.
해외에 거주하는 포르투갈인 대표 의원을 선출하는 2개 선거구를 제외한 나머지 선거구는 비례대표제를 통해 선출된다. 선거구별 의원 수는 지역마다 다르다.